# Kaj Hedman
Kaj William Hedman, född 9 juli 1953 i Gamlakarleby, är en finlandssvensk författare och kulturjournalist.
Hedman har publicerat 18 böcker av vilka fem är översättningar till finska. Han debuterade med diktsamlingen Morgonen har vaknat (1977), som följts av bland annat Mörk glädje (1988), Sorgens bok (1995), Lycklig din hand (1997) och Septemberliv (2013). Natten är ljusare än vatten (2010) innehåller mikroessäer. Han skriver en traditionell, ibland romantiskt välklingande poesi som låter mörka livsupplevelser speglas mot en kristen förvissning. Panikboken (2003) är en självutgivande berättelse om panikångest och borderline. Den följdes upp 2015 med Panikdagboken. Sommaren 2018 utkom denna på finska. Hedman är även verksam som frilanskolumnist och kritiker av finlandssvensk litteratur i Vasabladet och ett flertal andra tidningar och tidskrifter. Hedman har fått ett flertal litterära pris, bland annat Chydeniuksen kirjallisuuspalkinto och Choreauspriset. Hedman har tilldelats Svenska Finlands Folktings förtjänstmedalj och innehar Statens extra konstnärspension.